# Cocora, Ialomița
Cocora este o comună în județul Ialomița, Muntenia, România, formată numai din satul de reședință cu același nume. Are o populație de 2.058 de locuitori (2011) și o formă rectangulară, cu o suprafață de 220 ha. Majoritatea locuitorilor se ocupă cu agricultura sau cu zootehnia, care reprezintă sursele principale de venit.

## Așezare
Comuna se află în nordul județului, la limita cu județul Buzău. Este traversată de șoseaua județeană DJ102H care duce spre est la Reviga și Miloșești (unde se termină în DN2C); și spre nord-vest la Colelia, Grindu și mai departe în județul Buzău la Glodeanu-Siliștea și Glodeanu Sărat (unde se termină în DN2). La Cocora, din această șosea se ramifică șoseaua județeană DJ203E, care duce spre sud la Munteni-Buzău și Căzănești (unde se termină în DN2A).

## Demografie
Componența etnică a comunei Cocora
     Români (95,1%)
     Alte etnii (4,9%)
Componența confesională a comunei Cocora
     Ortodocși (95,05%)
     Alte religii (0,05%)
     Necunoscută (4,9%)
Conform recensământului efectuat în 2021, populația comunei Cocora se ridică la 1.899 de locuitori, în scădere față de recensământul anterior din 2011, când fuseseră înregistrați 2.058 de locuitori. Majoritatea locuitorilor sunt români (95,1%). Din punct de vedere confesional, majoritatea locuitorilor sunt ortodocși (95,05%), iar pentru 4,9% nu se cunoaște apartenența confesională.

## Politică și administrație
Comuna Cocora este administrată de un primar și un consiliu local compus din 11 consilieri. Primarul, Sorin Dănuț Lefter[*], de la Partidul Social Democrat, este în funcție din 2008. Începând cu alegerile locale din 2024, consiliul local are următoarea componență pe partide politice:
|  | Partid                   | Consilieri | Componența Consiliului | Componența Consiliului | Componența Consiliului | Componența Consiliului | Componența Consiliului | Componența Consiliului | Componența Consiliului | Componența Consiliului |
|  | ------------------------ | ---------- | ---------------------- | ---------------------- | ---------------------- | ---------------------- | ---------------------- | ---------------------- | ---------------------- | ---------------------- |
|  | Partidul Social Democrat | 8          |                        |                        |                        |                        |                        |                        |                        |                        |
|  | Uniunea Salvați România  | 3          |                        |                        |                        |                        |                        |                        |                        |                        |

### Evoluție istorică
| Anul      | 1912 | 1930 | 1941 | 1948 | 1956 | 1966 | 1977 | 1992 | 2002 |  |
| Locuitori | 1957 | 2517 | 2893 | 3041 | 3390 | 3700 | 3092 | 2446 | 2386 |  |

## Istorie
La sfârșitul secolului al XIX-lea, comuna făcea parte din plasa Ialomița-Balta a județului Ialomița, era formată tot doar din satul de reședință și avea 1230 de locuitori. Se înființase prin despărțirea satului Cocora de comuna Reviga la 1 aprilie 1891. În comună funcționau o biserică și o școală mixtă cu 52 de elevi. În 1925, Anuarul Socec o consemnează în plasa Căzănești a aceluiași județ, cu o populație de 2013 locuitori.
În 1950, comuna a trecut în administrarea raionului Urziceni din regiunea Ialomița și apoi (după 1952), a raionului Slobozia din regiunea București. În 1968, a revenit la județul Ialomița, reînființat, arondându-i-se și satul Colelia din comuna Colelia, desființată cu această ocazie. În 2005, satul Colelia s-a separat din nou, reînființându-se comuna Colelia.

## Monumente istorice
Singurul obiectiv din comuna Cocora inclus în lista monumentelor istorice din județul Ialomița ca monument de intres local este clasificat ca sit arheologic, și cuprinde urmele unei așezări din secolele al IX-lea–al XI-lea.

## Economie
Satul Cocora are o economie foarte slab dezvoltată, deoarece veniturile obținute din activitatea agricolă sunt minime, abia asigurând nivelul de supraviețuire.